# Västre sjö
Västre sjö är en sjö i Eksjö kommun i Småland och ingår i Emåns huvudavrinningsområde. Sjön är 4,3 meter djup, har en yta på 0,392 kvadratkilometer och befinner sig 268 meter över havet. Sjön avvattnas av vattendraget Stuverydsbäcken. Vid provfiske har abborre, gädda och mört fångats i sjön.

## Delavrinningsområde
Västre sjö ingår i det delavrinningsområde (639098-146702) som SMHI kallar för Mynnar i Bruksdammen. Medelhöjden är 267 meter över havet och ytan är 12,71 kvadratkilometer. Det finns inga delavrinningsområden uppströms utan avrinningsområdet är högsta punkten. Stuverudsbäcken som avvattnar avrinningsområdet har biflödesordning 3, vilket innebär att vattnet flödar genom totalt 3 vattendrag innan det når havet efter 164 kilometer. Delavrinningsområdet består mestadels av skog (87 %). Avrinningsområdet har 0,39 kvadratkilometer vattenytor vilket ger det en sjöprocent på 3 %.